# میلوراد ماژیچ
میلوراد ماژیچ (به صربی: Милорад Мажић) (به انگلیسی: Milorad Mažić) (زاده ۲۳ مارس ۱۹۷۳ - ورباس) داور فوتبال اهل کشور صربستان است.
وی در سال ۲۰۰۹ وارد لیست بین‌المللی فیفا شده‌است و سابقه قضاوت در جام جهانی فوتبال زیر ۲۰ سال را دارد وی یکی از داوران جام جهانی فوتبال ۲۰۱۴ نیز بود.

## نحوه انجام وظیفهٔ داوری بازی‌ها در جام‌جهانی ۲۰۱۴ فیفا

### بازی تیم ملی آلمان و پرتغال
در جام‌جهانی ۲۰۱۴ پس از اخراج په په بازیکن تیم ملی پرتغال توسط این داور، در بازی تیم پرتغال در برابر تیم ملی آلمان، پائولو بنتو سرمربی تیم‌پرتغال اعلام‌داشت که داور در دو صحنه سرنوشت آن بازی را عوض کرده‌است و گفت این داور، در بازی‌ها داوری بی‌طرف نیست.

### بازی تیم ملی آرژانتین و ایران
ماژیچ بازی ایران و آرژانتین از مرحلهٔ گروهی جام جهانی ۲۰۱۴ را نیز قضاوت کرد. تعدادی از کارشناسان و کارلوس کیروش، سرمربی تیم ملی ایران، داوری او در این بازی را مورد انتقاد قرار دادند. بحث‌برانگیزترین تصمیم داور صربستانی در دقیقه ۵۴ بود؛ در جایی که صحنه مشکوک به خطای مدافع آرژانتین بر روی اشکان دژاگه در محوطه جریمه، که منجر به یک پنالتی می‌شد، را خطا اعلام نکرد. به گفتهٔ کیروش این تصمیم سرنوشت بازی را تغییر داد.
فدراسیون فوتبال ایران اعتراض خود نسبت به داوری ناصحیح ماژیچ را کتباً به فیفا اعلام کرده‌است.